# اریک الگرن (ورزشکار)
اریک الگرن (انگلیسی: Erik Ågren؛ ۳ ژانویه ۱۹۱۶ – ۳ ژوئیه ۱۹۸۵ (aged 69)) ورزشکار بوکس اهل سوئد بود.
وی در مسابقات کشوری و بین‌المللی در مجموع برندهٔ ۱ مدال نقره، ۱ مدال برنز شده‌است.